# Anastasios Yannoulatos
Anastasios Yannoulatos (grekiska: Αναστάσιος Γιαννουλάτος, albanska: Anastas Janullatos), född 4 november 1929 i Pireus, Grekland, död 25 januari 2025 i Aten, var en grekisk-albansk kyrkoledare. Han var 1992–2025 ärkebiskop av Tirana, Durrës och hela Albanien och ledare för den albansk-ortodoxa kyrkan. Han blev albansk medborgare den 24 december 2017. 
Anastasios var sedan 2006 en av de åtta presidenterna i Kyrkornas världsråd.
Han kunde tala grekiska, engelska, franska och tyska, och hade kunskaper i latin, italienska, spanska, albanska och två afrikanska språk.
Hans föregångare var Dhimitër Kokoneshi som var ärkebiskop 1966–1967. Mellan 1967 och 1991 var religionsutövning förbjudet i Albanien.